# Bad Dürrheim

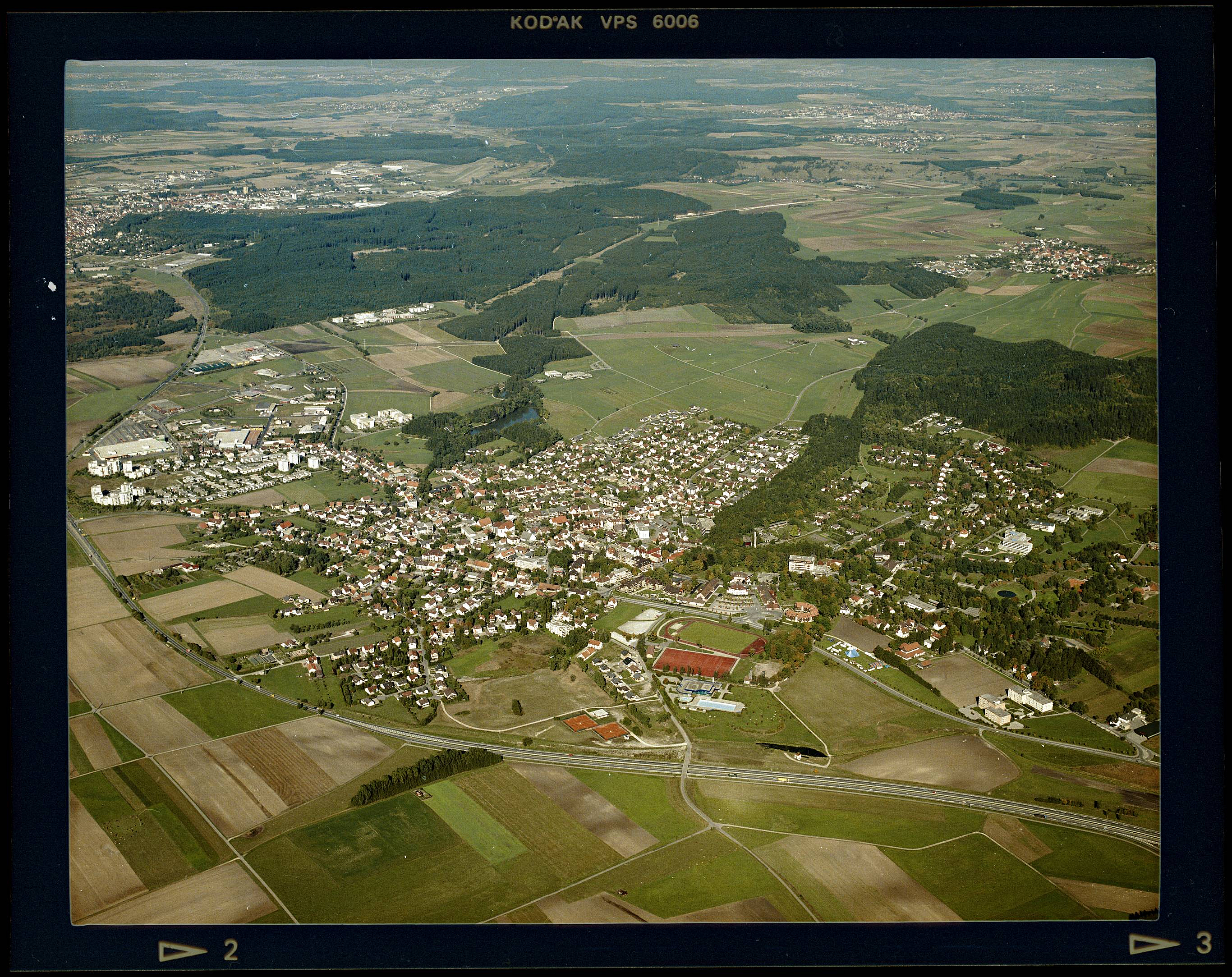
Luftbild von Bad Dürrheim (1983)

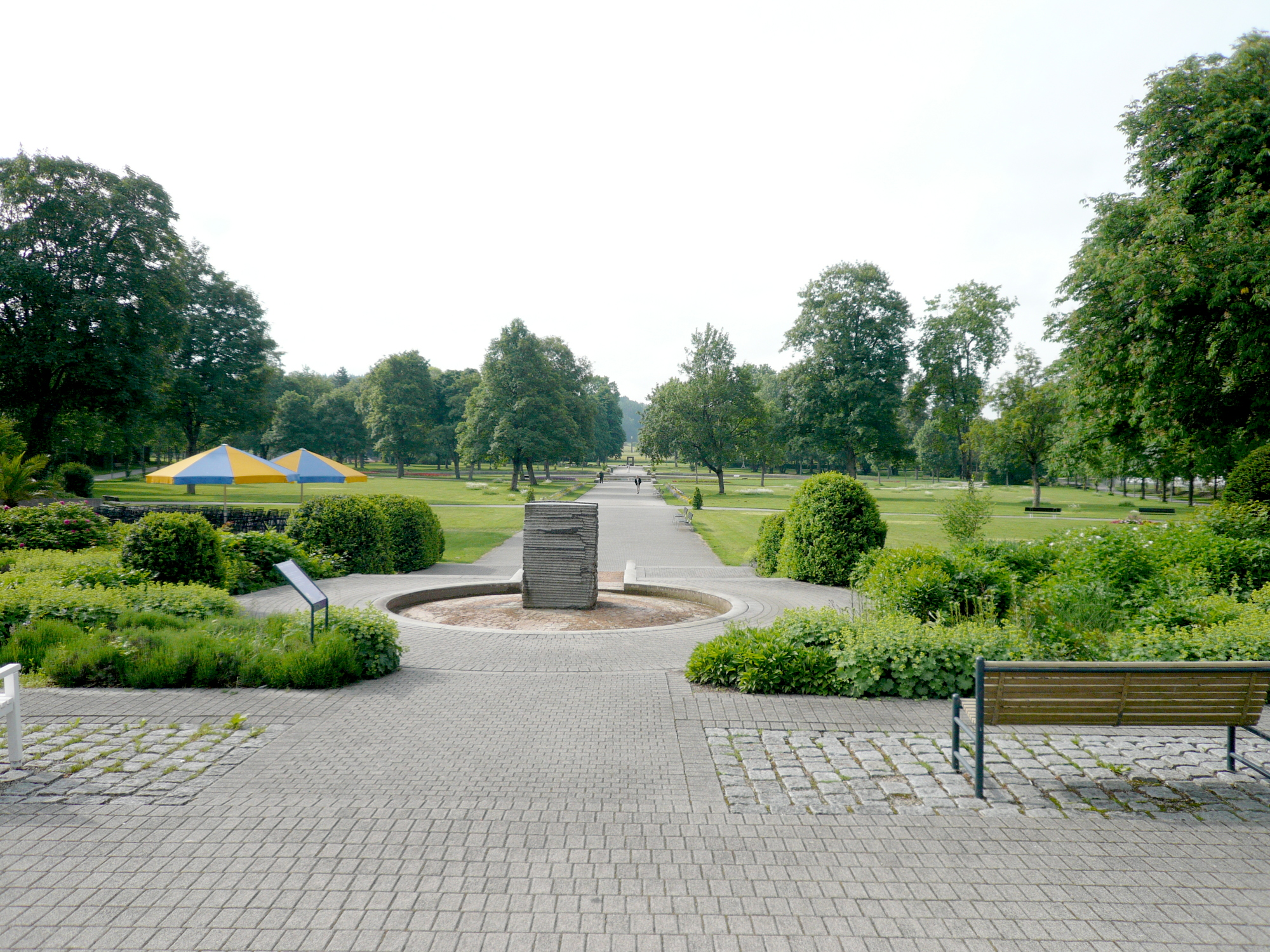
Im Kurpark von Bad Dürrheim

Bad Dürrheim (bis 1921 Dürrheim) ist eine Stadt im Schwarzwald-Baar-Kreis in Baden-Württemberg (Deutschland). Sie liegt auf der Hochebene der Baar zwischen dem südlichen Schwarzwald und der Schwäbischen Alb unweit der Donauquelle und der Neckarquelle. Mit 733 m ü. NN ist Bad Dürrheim das höchstgelegene Solebad Europas.

## Geographie
Bad Dürrheim liegt in der Mitte der Baarhochmulde zwischen Schwenningen und Donaueschingen.

### Nachbargemeinden
Bad Dürrheim grenzt im Norden an Villingen-Schwenningen und die Gemeinde Tuningen, im Osten an Talheim, Immendingen und Geisingen, alle drei im Landkreis Tuttlingen, im Südwesten an Donaueschingen und im Westen an die Gemeinde Brigachtal.

### Größere Städte im Umkreis
Neun Kilometer nordwestlich liegt die Doppelstadt Villingen-Schwenningen, neun Kilometer südlich Donaueschingen. Freiburg liegt 50 km westlich.

### Stadtgliederung
Zur Stadt Bad Dürrheim gehören die Stadtteile Biesingen, Hochemmingen, Oberbaldingen, Öfingen, Sunthausen und Unterbaldingen. Die Stadtteile sind räumlich identisch mit den früher selbständigen und 1971/72 eingemeindeten Gemeinden gleichen Namens. Die offizielle Bezeichnung der Stadtteile erfolgt durch vorangestellten Namen der Stadt und durch Bindestrich getrennt folgend der Name des jeweiligen Stadtteils.
Zum Stadtteil Biesingen gehört der Wohnplatz Mühle. Zum Stadtteil Hochemmingen gehören die Wohnplätze Hirschhalde und Waldkaffee und zum Stadtteil Unterbaldingen die Wohnplätze Jägerhaus Unterhölzer, Torhäusle Unterhölzer und Ziegelei. Im Stadtteil Öfingen liegt die Wüstung Gebtenhausen, im Stadtteil Sunthausen die Wüstung Schaffhausen, und im Stadtteil Unterbaldingen liegen die Wüstungen Sebenhausen und Pfefflingen oder Pfeffingen sowie die aufgegangene Ortschaft Efringen.

### Klima

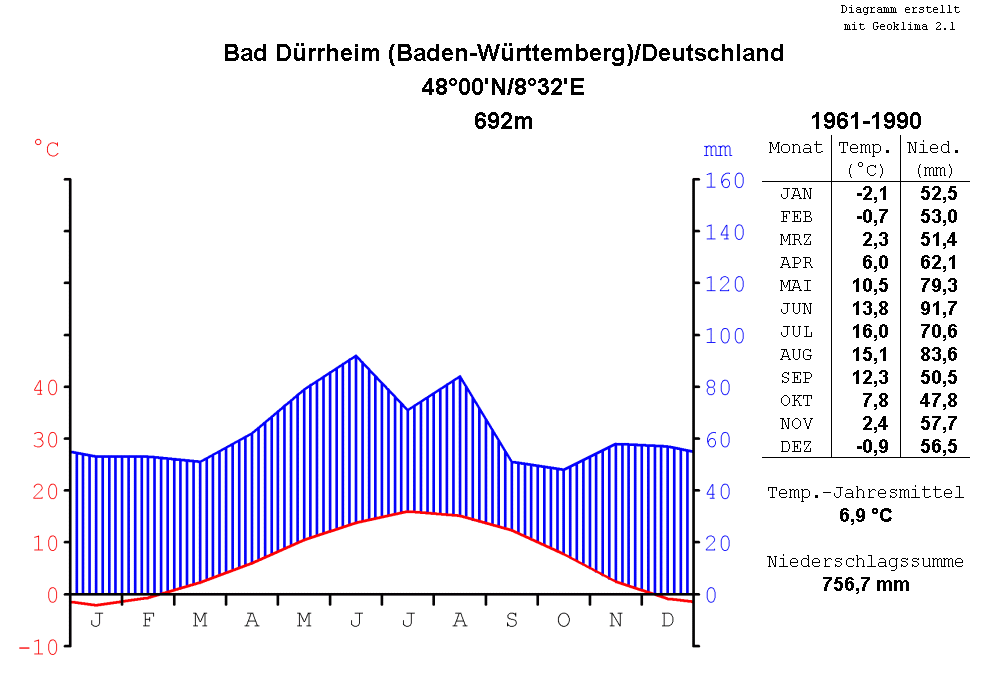
Klimadiagramm Bad Dürrheim

Das Klima des Kurortes in der Nähe des tiefsten Punktes der Baarhochmulde im Niederschlagsschatten des Schwarzwaldes ist niederschlagsarm und kontinental mit großen Temperaturschwankungen im Tages- und Jahresverlauf. Einerseits führt dies zu überdurchschnittlich vielen Sonnenstunden, andererseits ist Nachtfrost auch im Sommer auf der Baar nicht ungewöhnlich. Im Winter kann der kälteste Punkt der Baarhochmulde ähnliche Tiefsttemperaturen wie die Zugspitze erreichen (bisheriger Rekord −33,6 °C).

### Natur
Neben Bad Dürrheims Kurgärtnerei befindet sich eine fast acht Hektar große Fläche, die früher landwirtschaftlich genutzt wurde, seit den 1960er-Jahren jedoch brach fiel. Es entwickelte sich ein artenarmer Landschilfbestand, Pflanzen wie Schwertlilie und Knabenkraut und auch Vögel wie der Kiebitz verschwanden. 2016 gab es nur noch ein Pärchen, doch dann wurden 15 Wasserbüffel im Auftrag des Regierungspräsidiums Freiburg hierher geholt und für die Krickente ein Weiher angelegt. 2017 gab es dann drei Kiebitzpärchen, 2018 sechs. Auch andere Vogelarten wie Bläss- und Wasserralle, der Zwergtaucher und die langschnäbelige Bekassine ließen sich zwischenzeitlich nieder. Neben der Büffelweide liegt eine kleine Wiese mit vielen Schmetterlingen, Grashüpfern und kleinen Kröten. Es wird darüber nachgedacht, die Fläche in Richtung Süden zu erweitern.

### Schutzgebiete
Bad Dürrheim hat Anteil an den vier Naturschutzgebieten Unterhölzer Wald, Birken-Mittelmeß, Albtrauf-Baar und Schwenninger Moos sowie an den beiden FFH-Gebieten Baar, Eschach und Südostschwarzwald und Nördliche Baaralb und Donau bei Immendingen. Ein Großteil der Stadtfläche gehört überdies zum Vogelschutzgebiet Baar. Die Gemarkung Bad Dürrheim gehört außerdem zum Naturpark Südschwarzwald.

## Geschichte

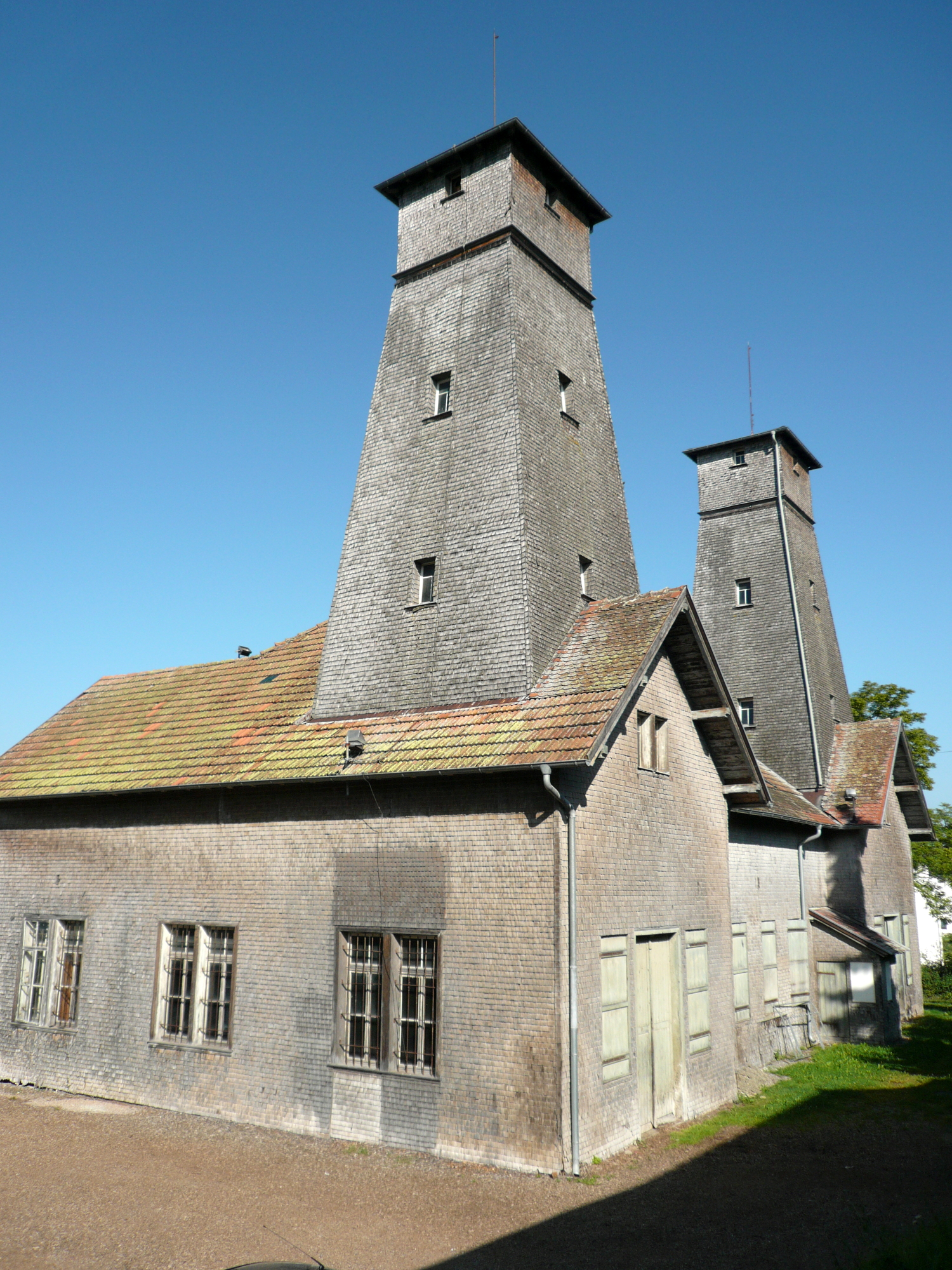
Solebohrtürme in Bad Dürrheim aus dem 19. Jahrhundert

In einer auf 888 bis 890 datierten Urkunde wurde Dürrheim erstmals als „Durroheim“ genannt. Andere Versionen des Namens waren „Diureheim“ oder „Diere“ – im Dialekt heißt es heute noch so. Zur Gründungszeit lag der Ort im Herzogtum Schwaben. Um 1300 gehörte Dürrheim zur Kommende des Johanniter-/Malteserordens in Villingen. Amtssitz des Johannitervogtes war der heute noch existierende Hänslehof. 1805 kam Dürrheim zum Königreich Württemberg, 1806 durch den Tausch- und Epurationsvertrag an das Großherzogtum Baden.
Im Jahr 1822 fand man bei Bohrungen unter dem Bergrat Carl Josef Selb ein unterirdisches Salzlager. Die Sole mit einem Salzgehalt von 27 % wurde ab 1823 gefördert und in der Saline in großen Siedepfannen zu Speisesalz gesiedet. Seit 1883 wird die Sole für Badekuren genutzt (darum Solbad). Von Juli 1885 bis September 1889 wirkte der Mediziner Ernst Georg Kürz (1859–1937) hier bzw. in Bad Rappenau als Salinen- und Badearzt der mit den klassizistischen Bauten von F. Arnold im Weinbrennerstil ausgestatteten „Ludwigssaline“. 1921 erhielt Dürrheim das Prädikat Bad. Die Dürrheimer Saline wurde in den 1920er-Jahren mit der Saline Bad Rappenau vereinigt und in den 1960er-Jahren Teil der Südwestdeutschen Salz AG, die 1971 mit dem Heilbronner Salzwerk zur Südwestdeutschen Salzwerke AG fusionierte, und dann aus wirtschaftlichen Gründen stillgelegt.
Im DRK-Kindersolbad „Haus Hohenbaden“ waren in den 1960er und 1970er Verschickungskinder unterschiedlichen Misshandlungen ausgesetzt. Viele wurden für heimliche Medikamentenversuche missbraucht, bei denen ihnen  unbekannte Medikamente verabreicht wurden; ihre Eltern waren nicht informiert. Ärztlicher Leiter des Kindersolbades war von 1956 bis 1973 der Kinderarzt Dr. Hans Kleinschmidt; er veröffentlichte darüber in Fachzeitschriften.
Westlich von Ankenbuck, einem nach der Machtergreifung der Nationalsozialisten von 1933 bis 1934 als Konzentrationslager genutzten Hofgut, befand sich von 1950 bis 1978 der Sender Bad Dürrheim für Mittelwelle.
Im Zuge der Gemeindegebietsreform in Baden-Württemberg wurden am 1. September 1971 die bis dahin selbständigen Gemeinden Biesingen, Oberbaldingen und Öfingen eingemeindet. Am 1. Januar 1972 folgte die Eingemeindung von Hochemmingen und Sunthausen. Unterbaldingen wurde am 1. April 1972 eingemeindet. Bad Dürrheim ist seit dem 28. Mai 1974 eine Stadt.
Zuvor gehörte die Kernstadt Bad Dürrheim bis zur Kreisreform am 1. Januar 1973 zum Landkreis Villingen, alle Ortsteile bis zu ihrer jeweiligen Eingemeindung zum Landkreis Donaueschingen.
1994 war Bad Dürrheim Gastgeber der Landesgartenschau Baden-Württemberg.
Am 3. März 2009 war Off Road Kids eine Station bei Deutschland – Land der Ideen in Bad Dürrheim.

## Religionen
In Bad Dürrheim gibt es sowohl eine evangelische als auch eine römisch-katholische Kirchengemeinde. Auch die Neuapostolische Kirche und eine Christliche Evangeliums-Gemeinde sind in der Stadt vertreten.

## Politik

### Gemeinderat
Der Gemeinderat besteht aus den gewählten ehrenamtlichen Gemeinderäten und dem Bürgermeister als Vorsitzendem. Der Bürgermeister ist im Gemeinderat stimmberechtigt. In Bad Dürrheim wird der Gemeinderat nach dem Verfahren der unechten Teilortswahl gewählt. Dabei kann sich die Zahl der Gemeinderäte durch Überhangmandate verändern. Nach der Kommunalwahl am 9. Juni 2024 hat der Gemeinderat in Bad Dürrheim 29 Mitglieder (2019: 28). Die Wahl führte zu folgendem amtlichen Endergebnis. Die Wahlbeteiligung lag bei 56,9 % (2019: 54,3 %).
| Partei / Liste                                     | 2024          | 2024   | 2019          | 2019   |
| Partei / Liste                                     | Stimmenanteil | Sitze  | Stimmenanteil | Sitze  |
| CDU                                                | 36,6 %        | 11     | 33,7 %        | 10     |
| FWV                                                | 27,4 %        | 8      | 25,9 %        | 7      |
| Liste für Bürgerbeteiligung und Umweltschutz (LBU) | 15,6 %        | 4      | 21,2 %        | 6      |
| FDP                                                | 12,9 %        | 4      | 11,9 %        | 3      |
| SPD                                                | 07,5 %        | 2      | 07,4 %        | 2      |
| Wahlbeteiligung                                    | 56,9 %        | 56,9 % | 54,3 %        | 54,3 % |

Darüber hinaus bilden die Stadtteile Wohnbezirke im Sinne der baden-württembergischen Gemeindeordnung und haben mit Ausnahme des Stadtteiles Bad Dürrheim eigene Ortschaftsräte mit einem Ortsvorsteher als dessen Vorsitzendem und örtliche Verwaltungsstellen.

### Bürgermeister
Bürgermeister ist seit dem 1. Juli 2019 Jonathan Berggötz (* 1986), der der CDU angehört. Berggötz, bisher Wirtschaftsförderer in Rastatt, wurde bei seiner Wahl am 31. März 2019 von CDU, LBU und FDP unterstützt und bei einer Wahlbeteiligung von 50,92 % mit 66,7 % der abgegebenen Stimmen für acht Jahre gewählt.
- 1946–1954: Wilhelm Grießhaber
- 1954–1979: Otto Weissenberger
- 1979–2003: Gerhard Hagmann
- 2003–2019: Walter Klumpp
- seit 2019: Jonathan Berggötz[11]

### Wappen
| | Blasonierung: „In einem durch einen goldenen (gelben) Stab gespaltenen Schild vorn in Rot ein silbernes (weißes) Johanniterkreuz, hinten in Blau über drei silbernen (weißen) Wellenleisten ein achtstrahliger silberner (weißer) Stern. Das Johanniterkreuz nimmt Bezug auf die geschichtliche Bedeutung des Ordens für die Gemeinde, der goldene Stab in der Mitte stellt ein niedergeschlagenes Bohrloch (zur Soleförderung) dar. Der Stern und die drei Wellenlinien symbolisieren die Heilfaktoren Sonne und Sole, der blaue Hintergrund die Höhenluft.“ |
| Wappenbegründung: Das am 7. Dezember 1957 vom Innenministerium verliehene Wappen ist abgeleitet von einem Siegel des Vogtes der Stadt aus dem 18. Jahrhundert, welches das Johanniterkreuz zeigte. Der Stab erinnert als Symbol für ein Bohrloch zur Solegewinnung, die Motive im hinteren Feld versinnbildlichen die drei Heilfaktoren Sole, Sonne und Höhenluft des 1921 mit dem Prädikat „Bad“ ausgestatteten Kurortes, der 1974 zur Stadt erhoben wurde. | |

#### Wappen der eingemeindeten Gemeinden

Biesingen
Hochemmingen
Öfingen
Oberbaldingen
Sunthausen
Unterbaldingen

### Banner und Flagge
|  | 00Banner: „Das Banner ist weiß-rot längsgestreift mit dem aufgelegten Wappen oberhalb der Mitte.“ |
|  | 00Hissflagge: „Die Flagge ist weiß-rot quergestreift mit dem Wappen in der Mitte.“                |

### Städtepartnerschaften
Bad Dürrheim unterhält Städtepartnerschaften mit Hajdúszoboszló (Ungarn), Enghien-les-Bains in der Île-de-France (Frankreich) und Spotorno in Ligurien (Italien).

## Kultur und Sehenswürdigkeiten
Bad Dürrheim liegt am Ostweg, einer Fernwanderstrecke, die an vielen Sehenswürdigkeiten vorbeiführt.
- Saline, erbaut zwischen 1823 und 1826
- Kurpark
- Salinensee

### Brauchtum

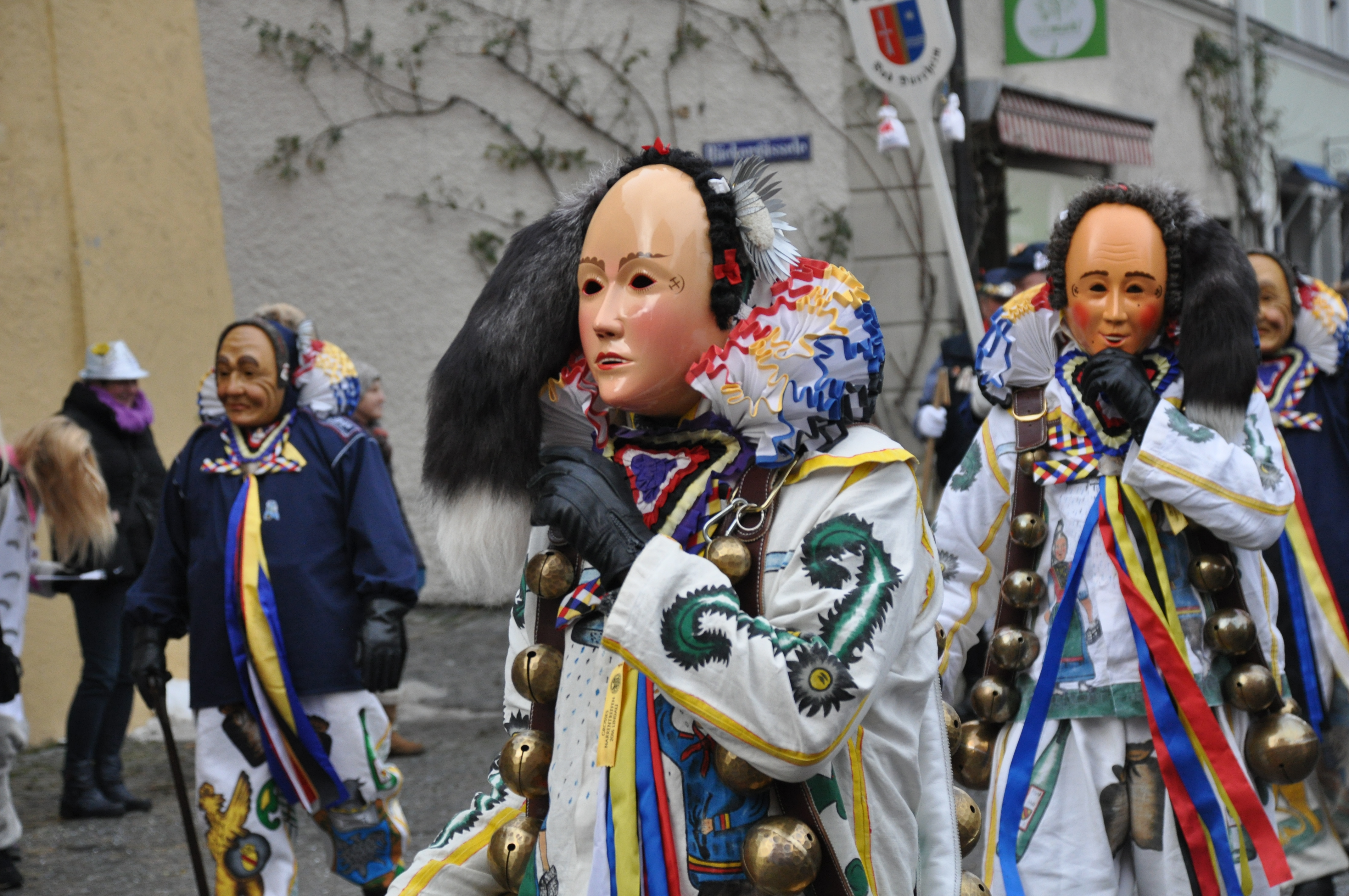
Bad Dürrheimer Narro (Im Hintergrund der Alt-Narr)

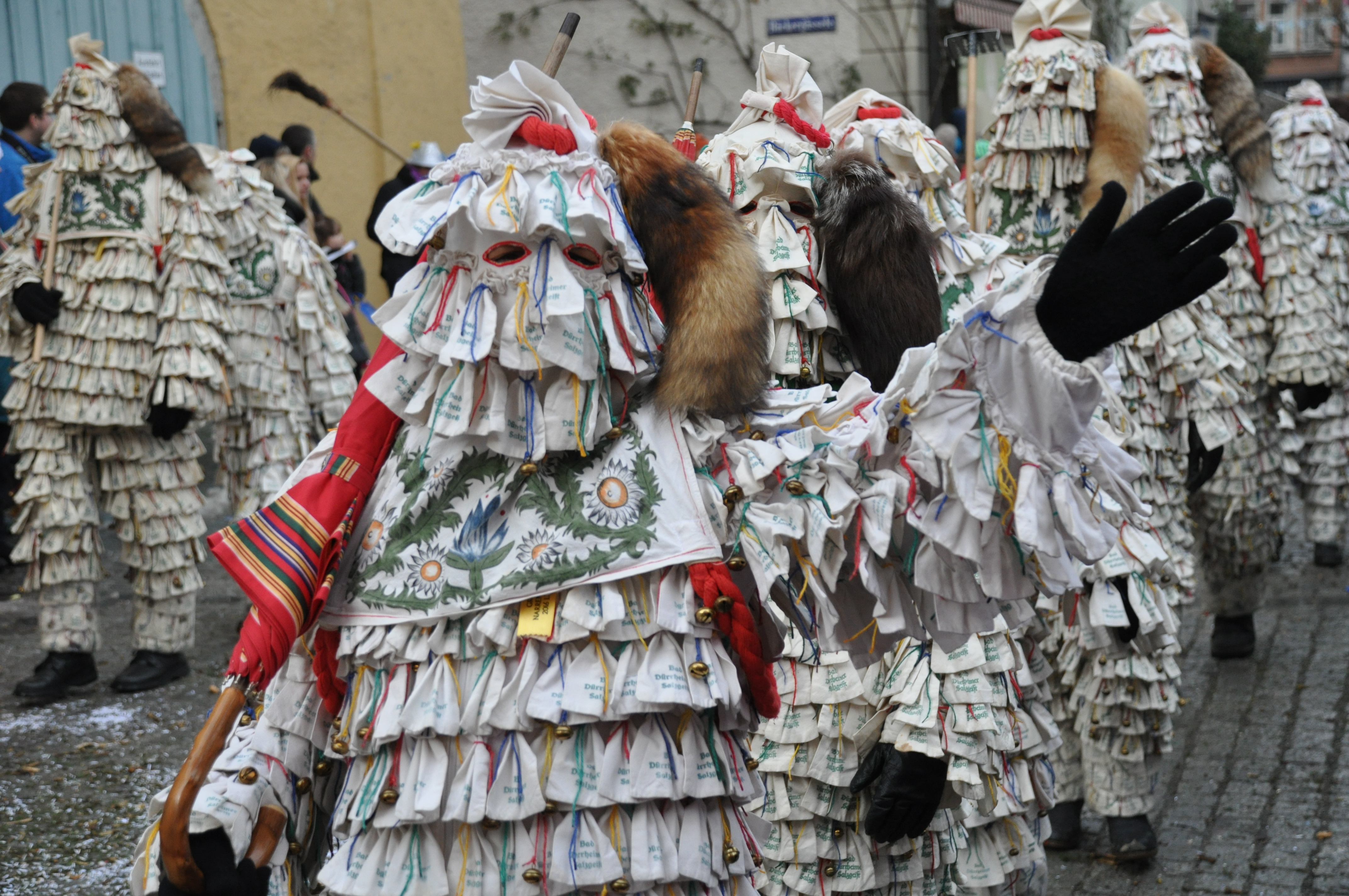
Bad Dürrheimer Salzhansel mit bis zu 1.200 kleinen Salz-Säckle

- Bad Dürrheim ist eine Hochburg der schwäbisch-alemannische Fastnacht auf der Baar. Die Fasnet in Bad Dürrheim wird von der Narrenzunft Bad Dürrheim e. V. betrieben. Die wichtigsten Narrenfiguren sind der Narro (ein Weißnarr) und der Salzhansel. Weitere Narrenfiguren sind der Alt-Narr, die Sieder und die Einzelfigur der Salzgeist. Die Narrenzunft Bad Dürrheim wurde 1925 gegründet, sie ging direkt aus der 1833 gegründeten „Gesellschaft Frohsinn“ hervor. Seit 1929 ist die Narrenzunft Mitglied der Vereinigung Schwäbisch-Alemannischer Narrenzünfte (VSAN).

### Museen
- Narrenschopf – Schwäbisch-Alemannisches Fastnachtsmuseum mit Sammlungen zur schwäbisch-alemannischen Fastnacht
- Heimatmuseum am Busbahnhof

### Sport
- Alljährlich findet in Bad Dürrheim der RiderMan für Hobby-, Freizeit- und Amateur-Radfahrer statt. Der RiderMan zählt als einziges deutsches Rennen zur Golden-Bike-Serie des Weltradsportverbandes UCI.
- 2023 und 2024 fanden die Deutschen Straßen-Radmeisterschaften in Bad Dürrheim statt.
- Das Solemar Bad Dürrheim ist ein 1987 eröffnetes Wellness- und Gesundheitszentrum direkt am Kurpark mit 800 m2 Wasserfläche in elf Becken, mit Sole-Heilbad, Sauna („Schwarzwald-Sauna“), Totes-Meer-Salzgrotte, therapeutischem Fitnesscenter sowie Gaststätte.[13]
- Minara, Hallenbad (Kinder- und Sportbecken mit Sprungturm). Das Freibad wurde 2019 geschlossen.
- Sportpark mit Angebot für Golf, Bogenschießen, Tennis, Nordic Walking, Klettern/Bouldern, Minigolf, Boule, Pit-Pat, Radsport (Fahrradverleih); Hallensporthalle; zwei Sportplätze, die vom FC 1919 Bad Dürrheim genutzt werden (Fußball, Leichtathletik)

## Wirtschaft und Infrastruktur
Der Gesundheits- und Tourismusbereich ist der wichtigste Wirtschaftsbereich der Stadt, in dem – vor allem in den ansässigen Kliniken – auch die meisten Arbeitnehmer beschäftigt sind. Die Stadt Bad Dürrheim hat die touristischen Aktivitäten in einer 100-prozentigen Tochtergesellschaft, der Kur- und Bäder GmbH Bad Dürrheim, konzentriert. 2010 wurde der Gesellschaft der „Sonderpreis ServiceQualität“ des Deutschen Tourismusverbandes e. V. verliehen. 2013 verlieh das Land Baden-Württemberg der Stadt nach den Prädikaten heilklimatischer Kurort und Solebad das dritte Prädikat Kneippkurort.
Im Jahr 2022 erzielte Bad Dürrheim Einnahmen aus der Gewerbesteuer in Höhe von 5,4 Millionen Euro. Mit einem Gewerbesteuerhebesatz von 390 % liegt Bad Dürrheim im unteren Mittelfeld aller Gemeinden Deutschlands. Wichtige Arbeitgeber sind auch einige Betriebe der feinmechanischen Industrie, der Kunststoffbranche und der Elektrotechnik sowie mehrere Verbrauchermärkte im Norden der Stadt. Im Zuge der Gesundheitsreform kamen in der jüngsten Zeit immer mehr Kliniken und Pensionen in wirtschaftliche Schwierigkeiten, so dass im Jahr 2004 das traditionsreiche Haus Hohenbaden, eine Mutter-Kur-Klinik des Badischen Roten Kreuzes, und das Karolushaus, ein privates Sanatorium, schlossen. Im April 2005 schloss das Kurheim und Sanatorium, eine Privatklinik im Besitz eines katholischen Ordens. Für die Ansiedlung neuer Firmen wurde das Gewerbegebiet „Auf Stocken“ von der Stadt neu erschlossen. Inzwischen wurde das Karolushaus als Hotel am Solegarten wiedereröffnet; das ehemalige Kurheim und Sanatorium wurde ebenfalls wieder als Hotel eröffnet. Ende 2012 wurde die Reha-Klinik Irma geschlossen.
Die größten Arbeitgeber nach der Anzahl der Mitarbeiter in Bad Dürrheim
| Unternehmen/Institution                                                               | Mitarbeiter | davon Vollzeit |
| ------------------------------------------------------------------------------------- | ----------- | -------------- |
| Luisenklinik, Gesellschaft für Verhaltensmedizin und Gesundheitsforschung AG (GVG AG) | 252         | 179            |
| Kunststoff Christel                                                                   | 250         | 216            |
| Kur und Bäder GmbH Bad Dürrheim (u. a. Wellness- und Gesundheitszentrum Solemar)      | 198         | 154            |
| Stadt Bad Dürrheim                                                                    | 178         | 108,73         |
| Kaufland Handelshof GmbH & Co. KG                                                     | 160         | 40             |
| Bad Dürrheimer Mineralbrunnen GmbH+Co. KG                                             | 149         | 145,2          |
| Waldeck SPA Kur-& Wellness Resort                                                     | 130         | 125            |
| KWA Kurstift Bad Dürrheim                                                             | 113         | 43             |
| Schloss-Klinik Sonnenbühl (Vital-Kliniken)                                            | 83          | 65             |

### Verkehr
In Bad Dürrheim trifft die Bundesstraße 27 (Stuttgart–Schaffhausen/Schweiz) auf die B 33 (Konstanz–Offenburg). Die Stadt liegt nahe der A 81 zwischen Stuttgart und Singen Ausfahrt 35, 36 und 37 (A 864). Über die B 27/33 erreicht man in Donaueschingen (9 km) die B 31 nach Freiburg im Breisgau und Friedrichshafen am Bodensee.
Von 1904 bis 1966 war Bad Dürrheim durch eine Eisenbahnstrecke von Marbach an das Eisenbahnnetz angeschlossen. Der Personenverkehr endete bereits 1953. Heute sind mit Buslinien der Südbadenbus die Bahnhöfe Villingen, Schwenningen und Donaueschingen von Bad Dürrheim aus zu erreichen. Der ÖPNV wird durch den Verkehrsverbund Schwarzwald-Baar-Heuberg gewährleistet.
Durch eine Alltagsroute aus dem Radnetz Baden-Württemberg ist Bad Dürrheim mit Schwenningen und mit Donaueschingen verbunden. 
Die nächstgelegenen Flugplätze sind Schwenningen und Donaueschingen. Die nächsten internationalen Flughäfen sind Zürich (80 km) und Stuttgart (95 km).

### Bildung
In Bad Dürrheim gibt es mit der Schule am Salinensee eine Realschule sowie eine Grund- und Werkrealschule und in Oberbaldingen eine eigene Grundschule. Für die Jüngsten gibt es in der Stadt neun Kindergärten, von denen sich je zwei in evangelischer und römisch-katholischer Trägerschaft befinden. Die übrigen fünf Kindergärten (darunter ein Waldkindergarten) werden von der Stadt betrieben.
Auf Hochschulebene gab es zwischen 2008 und 2018 erstmals in Bad Dürrheim ein universitäres Hochschulinstitut, das Institut für Pädagogikmanagement der Steinbeis-Hochschule Berlin, welches in Bad Dürrheim Bachelor- und Masterstudiengänge im Bereich Gesundheits- und Bildungsmanagement angeboten hat.
Die Bad Dürrheimer Stadtbücherei beherbergt (Stand 2015) 4.400 Bücher, das ist für eine Stadt dieser Größe ungewöhnlich wenig.
Größer ist die Evangelische Kur- und Gemeindebücherei mit 7.000 Medien.

## Persönlichkeiten

### Ehrenbürger
- 1843: August Freiherr von Althaus (* 25. Juli 1791, † 14. Mai 1875), Bergrat und erster Salinenverwalter (1823 bis 1843)[18]
- 1918: Johann Georg Huber (* 30. Mai 1861, † 1926), Medizinalrat und Badearzt[18]
- 1937: Walter Köhler (* 30. September 1897, † 9. Januar 1989), Ministerpräsident von Baden, gestrichen am 28. Mai 1946 auf Anordnung des Landrats Bienzeisler von Villingen[18]
- 1951: Ernst Müller (* 9. April 1874, † 24. Juli 1955), Hotelier[18]
- 1954: Wilhelm Grießhaber (* 21. Dezember 1891, † 24. September 1966), Bürgermeister (1946–1954)[18]
- 1963: Paul Vowinkel (* 12. April 1906, † 11. Juni 1989), Staatsrat und Ministerialdirektor im baden-württembergischen Finanzministerium[19][18]
- 1979: Otto Weissenberger (* 31. Mai 1911, † 28. November 1999), Senator h. c., Bürgermeister und Kurdirektor (1954–1979), Träger der Verdienstmedaille des Landes Baden-Württemberg (1976)[18]
- 1983: Georg Huber (* 15. August 1903, † 3. November 1994), Arzt und Gemeinderat[18]
- 2003: 16. Mai: Gerhard Hagmann (* 1. Februar 1942), Bürgermeister und Kurdirektor (1979–2003), Träger der Verdienstmedaille des Städtetags in Silber (2007)[18]
- 2019: Walter Klumpp (* 7. Dezember 1957), Bürgermeister und Aufsichtsratsvorsitzender der Kur- und Bäder GmbH Bad Dürrheim (2003 bis 2019), lebt im Nachbarort Tuningen.[20]

### Söhne und Töchter der Stadt
- Lucian Reich (1787–1866), Lehrer, Maler, Bildhauer und Unternehmer
- Paul Martin (1859–1913), Politiker
- Manfred Bosch (* 1947), Schriftsteller und Herausgeber
- Rita Grießhaber (* 1950), Politikerin (Bündnis 90/Die Grünen)

### Persönlichkeiten, die vor Ort gewirkt haben
- Hans Kleinschmidt (1905–1999) Kinderarzt und ärztlicher Leiter des Kindersolbades Bad Dürrheim